# Heptathela mangshan
Heptathela mangshan är en spindelart som beskrevs av Bao, Yin och Xu 2003. Heptathela mangshan ingår i släktet Heptathela och familjen ledspindlar. Inga underarter finns listade i Catalogue of Life.